# 卡片
卡片是較小，但是厚度如紙一般，通常質地比普通紙硬的，由紙板或者硬卡紙刨製出來的長方形片，亦有塑膠製得者。

## 語源
卡來自英文（card），而card又來自希臘文 (希臘語： 音kartēs），即是和紙有关系。在粤語中，通常寫做咭。

## 分类
卡有大有小，按照同用途而命名。一類是賀卡，好似比如说聖誕卡、贺年卡、生日卡、情人卡等等。另一類是小張的，比如说信用卡、會員卡、折扣卡、年曆卡、學習卡、遊戲卡等等。亦有一类的大小介乎兩者之間，例如餅卡。
卡用在汉字上，有時叫做“牌”。例如扑克牌、名牌。亦有时都叫做“片”，例如明信片，即是粤语中所说的甫士卡。
在電腦上，介面卡是指可以插入電腦、擴充電腦功能的印刷電路板，例如有記憶卡、音效卡之類。